# Zarubînka, Korosten
Zarubînka (în ucraineană Зарубинка) este un sat în comuna Stavîșce din raionul Korosten, regiunea Jîtomîr, Ucraina.

## Demografie
Componența lingvistică a localității Zarubînka
     Ucraineană (100%)
Conform recensământului din 2001, toată populația localității Zarubînka era vorbitoare de ucraineană (100%).